# آلبانیایی‌ها در مقدونیه شمالی
آلبانیایی‌ها در مقدونیه شمالی (آلبانیایی: Shqiptarët në Maqedoninë e Veriut) دومین گروه قومی بزرگ از لحاظ جمعیت در مقدونیه شمالی هستند.
طبق آمار سال ۲۰۰۲، ۲۵.۲ درصد یا ۵۰۹،۰۸۳ شهروند مقدونیه شمالی ، آلبانیایی هستند. جامعه آلبانیایی در کشور بیشتر در نقاط غربی ، شمال غربی، تا اندازه‌ای مرکزی و جوامع کوچک در جنوب‌غربی نیز واقع هستند. بیشترین جمعیت آلبانیایی در شهرهای تتوو ، گوستیور ، دبار ، استروگا ، کیشوو ، کومانوو و اسکوپیه واقع شده‌اند.